# Bausch & Lomb Championships 1988
Il  Bausch & Lomb Championships 1988 è stato un torneo di tennis giocato sulla terra verde. È stata la 9ª edizione del torneo, che fa parte della categoria Tier II nell'ambito del WTA Tour 1988. Si è giocato all'Amelia Island Plantation di Amelia Island negli USA dall'11 al 17 aprile 1988.

## Campionesse

### Singolare
Martina Navrátilová ha battuto in finale  Gabriela Sabatini con il punteggio di 6–0, 6–2

### Doppio
Zina Garrison /  Eva Pfaff hanno battuto in finale  Katrina Adams /  Penny Barg con il punteggio di 4–6, 6–2, 7–6